# テオデュール・アルマンド・リボー
テオデュール・アルマンド・リボー（Théodule-Armand Ribot 1839年12月18日 – 1916年12月9日)はフランスの哲学者、心理学者。友人のアルフレッド・エスピナスの助力もあり、『哲学評論』誌（(Revue philosophique de la française et de l'étrangers）を1876年から出版した。

## 参考
- John I. Brooks (1998). The Eclectic Legacy: Academic Philosophy and the Human Sciences in Nineteenth-Century France. University of Delaware Press